# Tunas Blancas
Tunas Blancas är en ort i Mexiko.   Den ligger i kommunen Ezequiel Montes och delstaten Querétaro Arteaga, i den centrala delen av landet, 160 km nordväst om huvudstaden Mexico City. Tunas Blancas ligger 2 038 meter över havet och antalet invånare är 855.
Terrängen runt Tunas Blancas är kuperad åt nordväst, men åt sydost är den platt. Runt Tunas Blancas är det ganska tätbefolkat, med 83 invånare per kvadratkilometer. Närmaste större samhälle är Ezequiel Montes, 5,8 km söder om Tunas Blancas. Trakten runt Tunas Blancas består till största delen av jordbruksmark.